# Bahnhof Combe-Tabeillon

Der Bahnhof Combe-Tabeillon ist ein meterspuriger Spitzkehrenbahnhof in der Schweiz. Er befindet sich auf dem Gebiet der Gemeinde Haute-Sorne im Kanton Jura an der Bahnstrecke Saignelégier–Glovelier der Chemins de fer du Jura (CJ).
Bis 1944 betrieb die Régional Saignelégier–Glovelier (RSG) die Station noch in Normalspur. Als die RSG in den CJ aufging, passte diese die Spurweite an das restliche Meterspurnetz an. Elektrifiziert wurde die Strecke im Jahr 1954. Die Weichen in der Station werden immer noch per Hand durch den Lokführer gestellt. Da keine Kreuzungen stattfinden und dank Pendelzügen, bei denen das Triebfahrzeug den Zug nicht umfahren muss, stellt die eine Weiche auch kein Problem dar. Aus Richtung Glovelier und Saignelégier kommen die Gleise etwa 50 Meter vor der Station zu einer Doppelspurstrecke zusammen; es folgt eine doppelte Gleiswechselstelle mit Kreuzung. Den anderen Abschluss macht eine Weiche mit anschliessendem, etwa 100 Meter langen eingleisigem Stumpengleis.

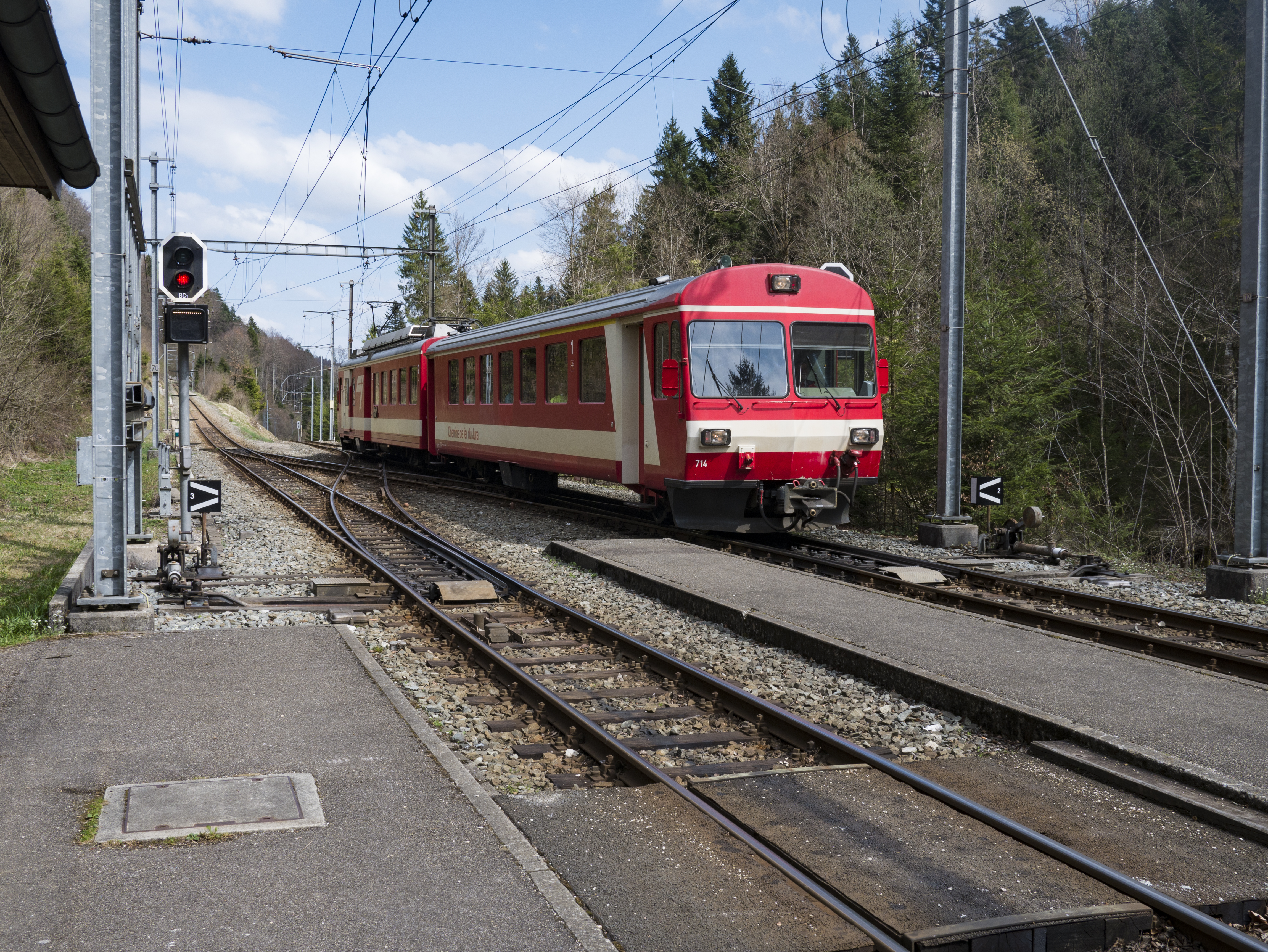
Zug der Chemins de fer du Jura (2017)
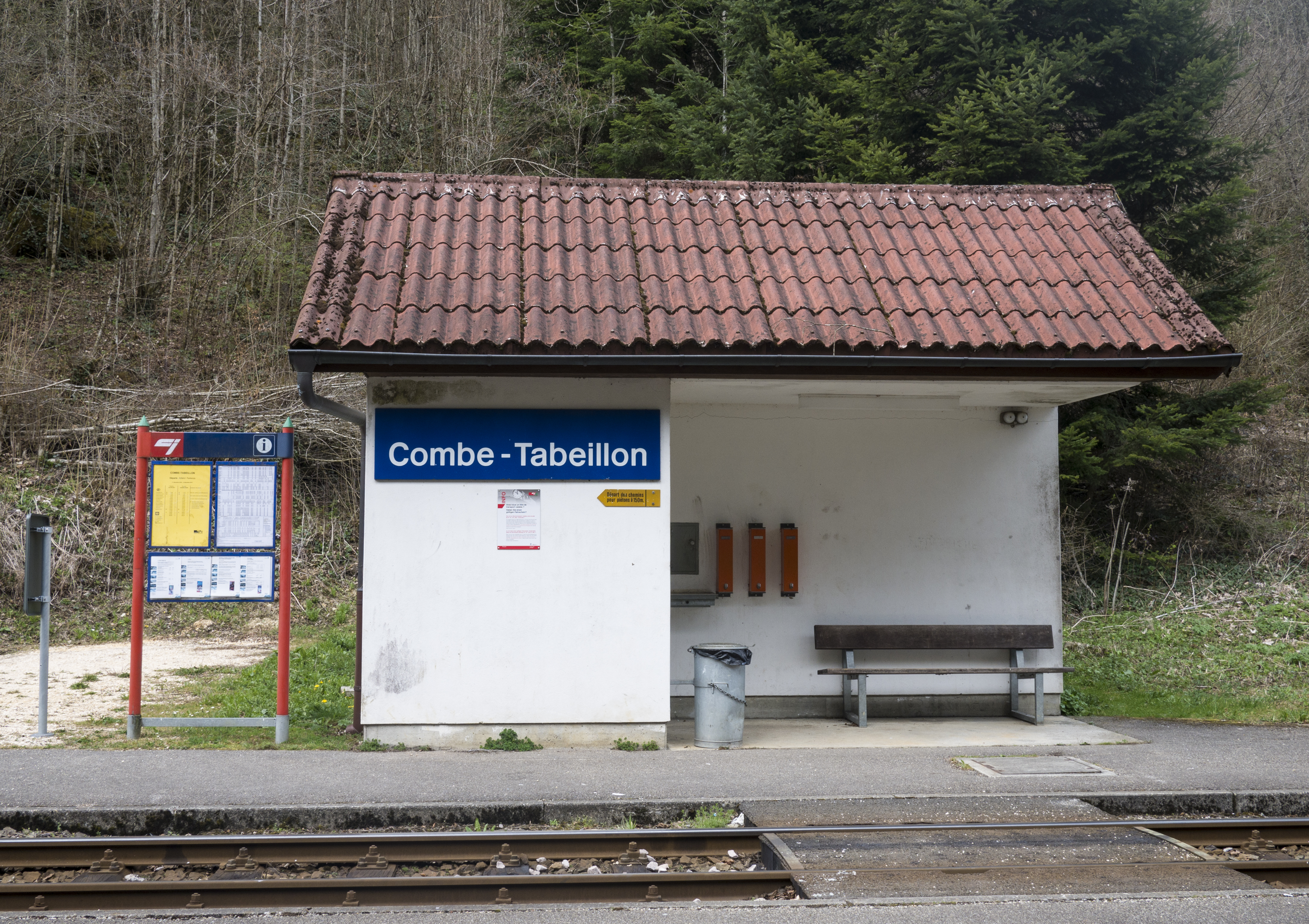
Stationsgebäude (2017)
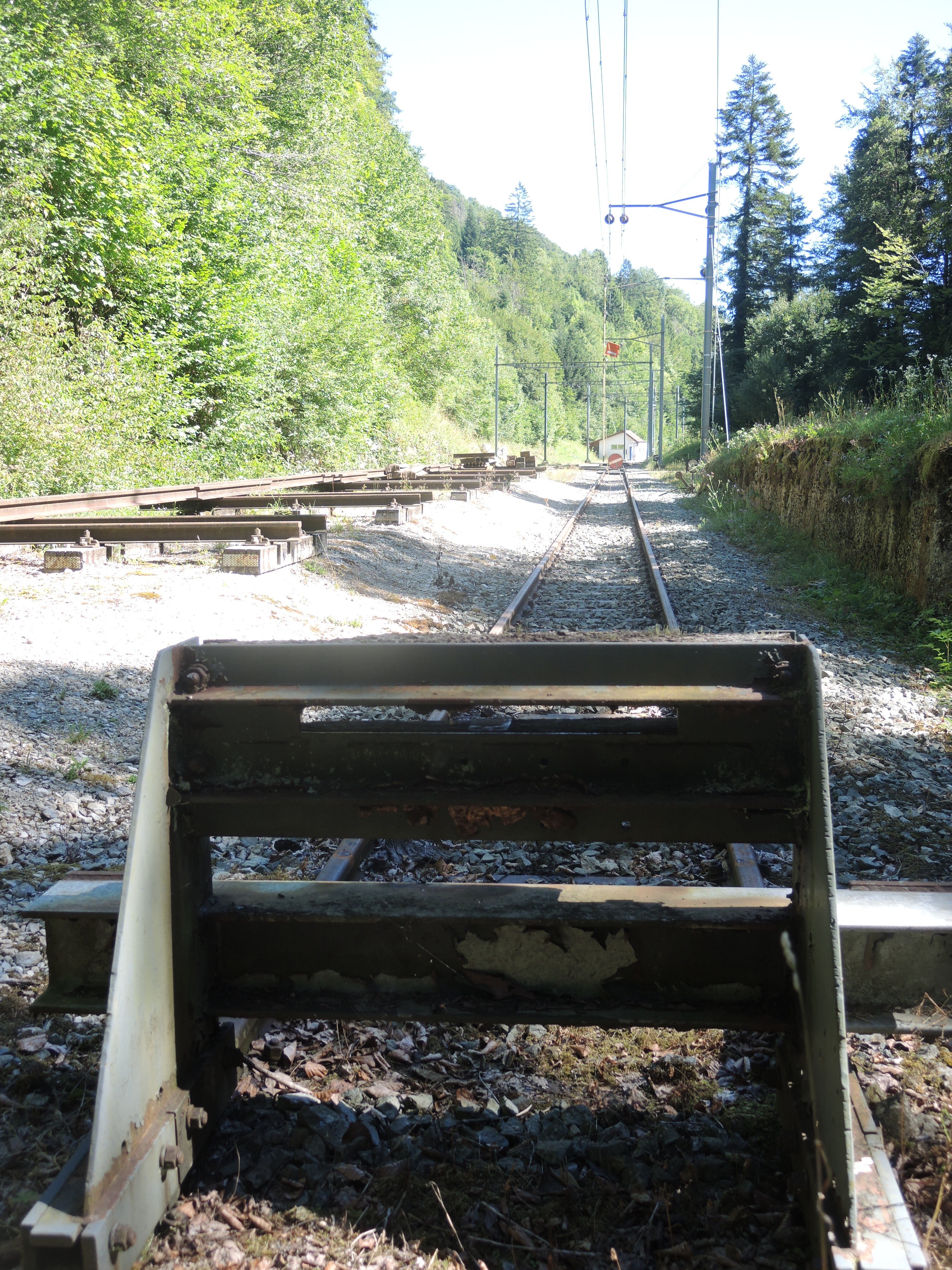
Gleisende (2022)
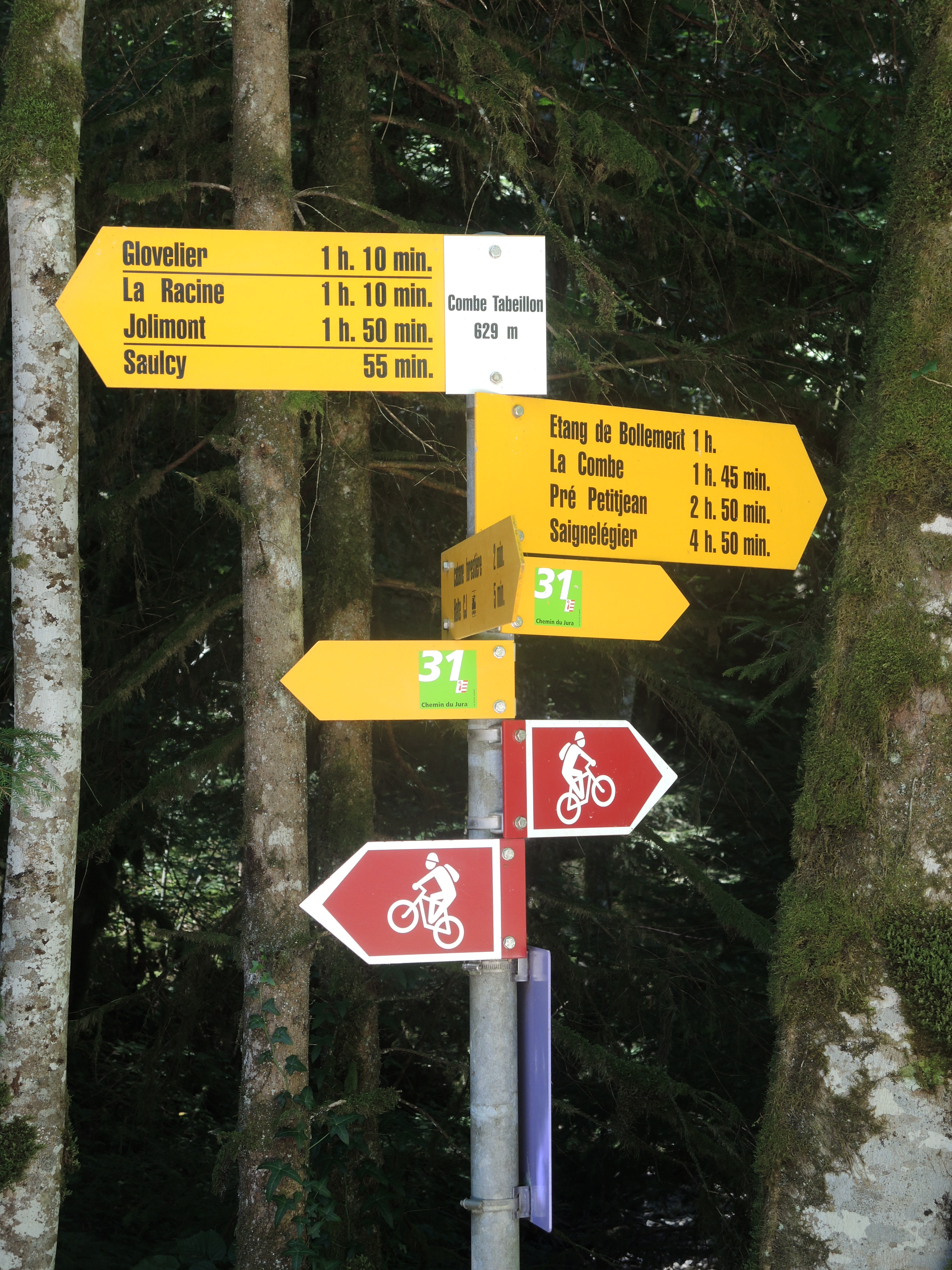
Wanderdestinationen (2022)